# تويوجي تاكاهاشي
تويوجي تاكاهاشي (高橋 豊二) ,هو لاعب كرة قدم ياباني شارك في دورة الألعاب الأولمبية الصيفية عام 1936 في برلين. وهو حفيد رئيس الوزراء الياباني ال20 كوريكيو تاكاهاشي.

## روابط خارجية
- تويوجي تاكاهاشي على موقع أوليمبيديا (الإنجليزية)

1. ↑  "معلومات عن تويوجي تاكاهاشي على موقع wikitree.com". wikitree.com. مؤرشف من الأصل في 2020-04-07.

- Japan Football Association